# Aida Soltani
Aida Soltani (Kheireddine, 14 luglio 1983) è un'ex cestista tunisina.

## Carriera
Con la Tunisia ha disputato i Campionati mondiali del 2002.